# John Lesher
John Lesher (* 12. Mai 1966 in Pittsburgh, Pennsylvania) ist ein US-amerikanischer Filmproduzent. Bekannt wurde er durch den Film Birdman oder (Die unverhoffte Macht der Ahnungslosigkeit), für den er 2015 mit einem Oscar in der Kategorie Bester Film ausgezeichnet wurde.

## Leben
John Leshers erster Film war David Ayers Cop-Drama End of Watch (2012). 2014 produzierte er das Kriegsdrama Herz aus Stahl, das unter der Regie Ayers stand, der auch das Drehbuch schrieb. Für Birdman oder (Die unverhoffte Macht der Ahnungslosigkeit) (2014) gewann er 2015 den Oscar in der Kategorie Bester Film. Er produzierte auch den Film Black Mass, in dem Johnny Depp die Hauptrolle des James J. Bulger übernahm.
Er ist verheiratet mit Christina Liao.

## Filmografie
- 2012: End of Watch
- 2013: Blood Ties
- 2014: Birdman oder (Die unverhoffte Macht der Ahnungslosigkeit) (Birdman or (The Unexpected Virtue of Ignorance))
- 2014: Herz aus Stahl (Fury)
- 2015: Mediterranea
- 2015: Black Mass
- 2017: Feinde – Hostiles (Hostiles)
- 2018: White Boy Rick
- 2021: Mona Lisa and the Blood Moon
- 2022: Der denkwürdige Fall des Mr Poe (The Pale Blue Eye)
- 2023: Ferrari